# 王夫人 (紅樓夢)
王夫人是中國古典名著《紅樓夢》中的主要人物之一，出身金陵四大家族之一的王家，是榮國府二老爺賈政嫡妻，賈珠、賈元春、賈寶玉之母，王熙鳳的姑母，薛寶釵的姨母。
《红楼梦》里的贾政和王夫人——这一对所谓“严父”和“慈母”形象,是贾府统治集团的当权人物:头脑死板，思想僵化,顽固专横,而又披上“端方正直”、“慈善宽厚”的“正人君子”和“大善人”的外衣。《金玉缘》本的评者也说贾政“迂疏腐阔”、食古不化;王夫人更“一怒而死金钏,再怒而死晴雯、死司棋、出芳官等于家,为稽其罪,盖浮于凤焉。
由於王家以行武出身，不重視女兒的文化教養，故王夫人並不識字，主張女子無才便是德，更中意樸素端莊的薛寶釵、襲人等，不喜歡聰明伶俐、在她看來「矯揉造作」之人，唯恐他們帶壞了寶玉。因此王夫人曾間接逼死了金釧、晴雯，攆走了寶玉屋裡的四兒和芳官。並且其因為與妯娌邢夫人的暗自較勁，促成了「抄檢大觀園」事件，該事件預示了賈府終將落敗的結局。
王夫人是薛姨妈的姐姐、王子騰的妹妹。紅樓夢全書中都沒有提到她與妯娌邢夫人的本名為何。
王夫人的丫鬟有金钏、玉钏、绣鸾、绣凤、彩云、彩霞。

## 王夫人的年龄
第三十三回：王夫人连忙抱住哭道：“老爷虽然应当管教儿子，也要看夫妻分上。我如今已将五十岁的人，只有这个孽障，必定苦苦的以他为法，我也不敢深劝。今日越发要他死，岂不是有意绝我。既要勒死他，快拿绳子来先勒死我，再勒死他。我们娘儿们不敢含怨，到底在阴司里得个依靠。”
当时宝玉十四岁，推算王夫人在三十五岁时生宝玉。